# Vasaloppet China
La Vasaloppet China est une course de ski de fond, organisée chaque janvier à Changchun, en Chine, depuis 2003.
Nommée à partir de la fameuse course suédoise Vasaloppet, elle est inscrite au calendrier de la Worldloppet depuis 2014 et est longue de cinquante kilomètres.